# Utricularia amethystina
Utricularia amethystina este o specie de plante carnivore din genul Utricularia, familia Lentibulariaceae, ordinul Lamiales, descrisă de Philipp Salzmann, A. St. Hil. și Amp; Girard. Conform Catalogue of Life specia Utricularia amethystina nu are subspecii cunoscute.